# Ecnomus asciatus
Ecnomus asciatus är en nattsländeart som beskrevs av Georg Ulmer 1951. Ecnomus asciatus ingår i släktet Ecnomus och familjen trattnattsländor. Inga underarter finns listade i Catalogue of Life.